# Letecký simulátor (Praha)

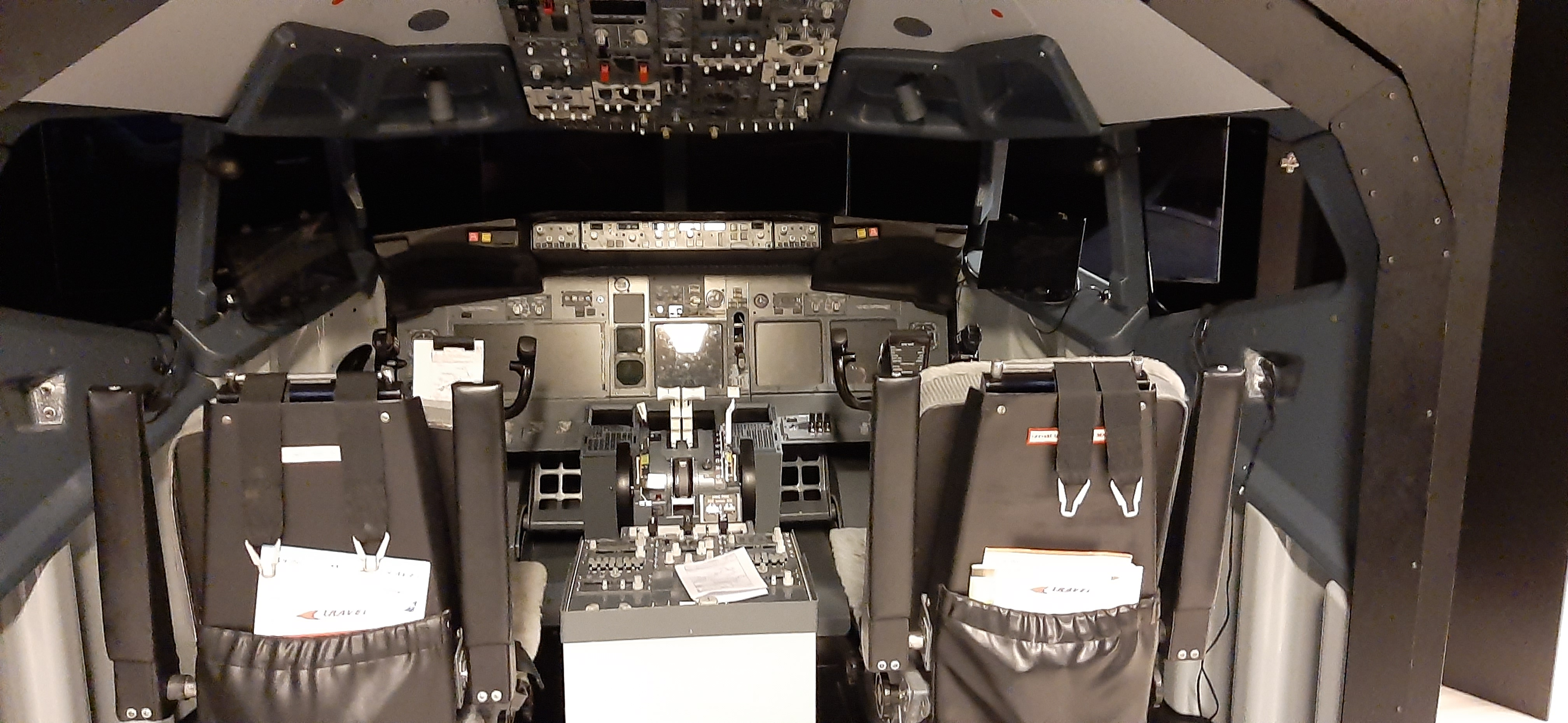
Interiér leteckého simulátoru

Letecký simulátor je technické zařízení zbudované pedagogy a studenty Vyšší odborné školy a Střední průmyslové školy dopravní v pražské Masné ulici. Vedle vyzkoušení si pilotování letadla Boeing 737 Next Generation (Boeing 737 NG) poskytuje rovněž možnost zkusit si řízení letového provozu. Na simulátoru je možné nastavovat nenadálé situace, a to jak meteorologické vlivy, tedy například déšť či intenzivní vítr, tak také technické obtíže jako je například požár motoru letadla během letu, a trénovat tak piloty v reakcích na kritické situace během letu.
Trenažér Boeingu 737 NG je řazen mezi nejucelenější letecká výuková centra na území České republiky. Na jeho vybudování se partnersky podílela společnost Gebrüder Weiss, která se školou spolupracuje. Simulátor je určen jak studentům školy, především ze čtvrtého ročníku, tak rovněž zájemcům z řad veřejnosti.